# Sledda von Essex
Sledda (auch Sledda Æscvvining) († um 604) war von ca. 587 bis vor 604 vermutlich König des angelsächsischen Königreichs Essex. Sledda war der Sohn Æscwines. Ob er tatsächlich König war, ist ungesichert.
Er war mit Ricola, einer Tochter von König Eormenric von Kent verheiratet und hatte zwei Söhne: Sæberht, der nach seinem Tod sein Nachfolger wurde, und Seaxa.